# Fud Leclerc
Pour les articles homonymes, voir Leclerc.
Fud Leclerc, nom de scène de Fernand Urbain Dominic Leclercq, né en 1924 à Montluçon (France)[réf. nécessaire], et mort le 20 septembre 2010 à Ganshoren (Belgique), est un chanteur belge, qui a été également le pianiste de Juliette Gréco.
Il est connu pour ses quatre participations au Concours Eurovision de la chanson en tant que représentant de la Belgique.
Après une carrière de pianiste, accordéoniste, compositeur et chanteur, il voyagea à travers le monde avant de revenir en Belgique et de commencer une nouvelle carrière comme entrepreneur en bâtiment.
| Année | Chanson                         | Auteur (l)/compositeur (m)                     | Résultat                         |
| ----- | ------------------------------- | ---------------------------------------------- | -------------------------------- |
| 1956  | Messieurs les noyés de la Seine | Robert Montal(l), Jean Miret et Jacques Say(m) | NA                               |
| 1958  | Ma petite chatte                | André Dohet (l & m)                            | 5e place (sur 10), 8 points      |
| 1960  | Mon amour pour toi              | Robert Montal(l) et Jacques Say(m)             | 6e place (sur 13), 9 points      |
| 1962  | Ton nom                         | Tony Golan(l) et Eric Channe(m)                | Dernière place (sur 16), 0 point |

La chanson que Fud Leclerc a interprétée en 1962 est connue pour avoir été la première du concours à ne remporter aucun point.

## Discographie
(entre 1955 et 1962, un 78T, quatre EP et six singles... à venir).